# Tim Sparv
Tim Sparv (* 20. Februar 1987 in Oravais) ist ein ehemaliger finnischer Fußballspieler, der zuletzt bei HJK Helsinki unter Vertrag stand. Er war seit 2015 Kapitän der finnischen Fußballnationalmannschaft, für die er seit 2009 spielte.

## Karriere

### Vereine

#### Beginn in Nordeuropa
Der Finnlandschwede Sparv begann 1993 beim Norrvalla FF mit dem Fußballspielen und wechselte 2003 nach England in die Jugendakademie des FC Southampton. Mit der Juniorenmannschaft des Vereins, in der er an der Seite von Spielern wie Theo Walcott auflief, erreichte er 2005 das Endspiel des FA Youth Cup, das gegen die Nachwuchsmannschaft von Ipswich Town mit einer 2:3-Niederlage nach Verlängerung endete. Da er sich nicht in die erste Mannschaft des Klubs spielen konnte, entschloss er sich Ende 2006 zu einem Vereinswechsel. Auf Empfehlung des in Southampton unter Vertrag stehenden Schweden Michael Svensson und seines Vaters wechselte er zum schwedischen Erstligisten Halmstads BK, da das Konzept des Vereins ihm zusagte, vor allem auf junge Spieler setzen zu wollen.
Am 9. April 2007 (1. Spieltag) debütierte er beim 2:1-Sieg im Heimspiel gegen Helsingborgs IF, als er in der Halbzeitpause für Andreas Johansson eingewechselt wurde. Letztlich konnte er sich im Verlaufe der Spielzeit nur zeitweise durchsetzen und stand bei fünf seiner zwölf Saisoneinsätze in der Startelf. Im Frühjahr des folgenden Jahres erkrankte er während des Trainingslagers in Italien an Drüsenfieber. Um ihm Spielpraxis zu kommen zu lassen, verlieh ihn der Klub daraufhin ab Mai des Jahres bis zum Ende der Sommerpause nach der Europameisterschaft 2008 zum finnischen Erstligisten Vaasan PS. Nach nur acht Einsätzen kehrte er nach Halmstad zurück, wo er wiederum zwischen Startelf und Ersatzbank pendelte.

#### Wechsel in die Niederlande
Im Sommer 2009 nahm Sparv mit der U-21-Nationalmannschaft an der Europameisterschaft in Schweden teil. Zwar schied er mit der Auswahlmannschaft in der Vorrunde aus, weckte aber das Interesse italienischer, Schweizer sowie niederländischer Vereine. In der Folge verkündete er im August seinen Abschied aus Schweden zum Jahresende, da er einen ab Januar 2010 gültigen Vertrag beim niederländischen Erstligisten FC Groningen unterschrieben hatte.

#### Wechsel nach Deutschland
Zur Saison 2013/14 wechselte Sparv zum Erstligaabsteiger SpVgg Greuther Fürth. Er unterschrieb einen bis zum 30. Juni 2015 datierten Vertrag, und debütierte am 21. Juli 2013 (1. Spieltag) beim 2:0-Sieg im Heimspiel gegen Arminia Bielefeld.

#### Wechsel nach Dänemark
Nach einem Jahr als Stammspieler, an dessen Ende der knapp verpasste Aufstieg in die Bundesliga stand, zog es Sparv weiter in die dänische Superliga zum FC Midtjylland. Mit dem Verein wurde er dreimal dänischer Fußballmeister und einmal Pokalsieger.

#### Wechsel nach Griechenland
Zur Saison 2020/21 wechselte er nach Griechenland zu AE Larisa in die Super League.

#### Wechsel nach Finnland
Zum 22. Juli 2021 ging er zurück in die Veikkausliiga zum HJK Helsinki, für den er in der zweiten Saisonhälfte spielte und den 31. Meistertitel des Clubs gewann. Am 20. Dezember 2021 erklärte er seinen Rücktritt vom Leistungssport.

### Nationalmannschaft
Vor Beginn der Spielzeit 2009 berief ihn der finnische Nationaltrainer Stuart Baxter in die A-Nationalmannschaft, für die Sparv am 4. Februar 2009 in Tokio, im Test-Länderspiel bei der 1:5-Niederlage gegen die Auswahl Japans, debütierte. In der sich anschließenden Spielzeit etablierte er sich an der Seite von Mikael Rosén, Emir Kujović, Michael Görlitz und Tomas Žvirgždauskas als Stammspieler im Kader der Nationalmannschaft. Es folgten noch im gleichen Jahr die ersten beiden Pflichtspieleinsätze in der Qualifikation zur WM 2010, u. a. bei einem 1:1 gegen den späteren WM-Dritten Deutschland in Hamburg. Als Dritte hinter Deutschland und Russland verpassten die Finnen aber die WM-Endrunde. Am 5. August 2012 erzielte er beim 3:3 in Belfast bei einem Freundschaftsspiel gegen Nordirland sein bisher einziges Länderspieltor zum zwischenzeitlichen 1:2.
In der ebenfalls misslungenen Qualifikation für die EM 2012 hatte er fünf Einsätze. Als Vierte verpassten die Finnen wieder die Endrunde ebenso wie in den folgenden Qualifikationen zur WM 2014, EM 2016 und WM 2018. Dabei wurde er immer häufiger eingesetzt und führte am 19. Januar 2015 erstmals die Uhus als Kapitän aufs Feld. In der dann endlich erfolgreichen Qualifikation für die EM 2021 wurde er in sieben Spielen eingesetzt. Mit Finnland nahm er auch an der UEFA Nations League 2018/19 teil, bei der finnischen Mannschaft der Aufstieg von Gruppe C in Gruppe B gelang und auch in der UEFA Nations League 2020/21 gehörte er zu den Stammkräften und konnte dazu beitragen die Liga zu halten. Wurde er von Mitte 2012 bis Ende 2018 nie ausgewechselt, so kam dies ab 2019 öfter vor. Für die Europameisterschaft 2021 wurde er in den finnischen Kader berufen.

## Erfolge
- Dänischer Meister: 2015, 2018, 2020
- Dänischer Pokalsieger: 2019
- Finnischer Meister: 2021